# Leporillus
Leporillus és un gènere de rosegadors de la família dels múrids. Les dues espècies d'aquest grup són endèmiques d'Austràlia. Tenen una llargada de cap a gropa de 170–260 mm, la cua de 148–240 mm i un pes de fins a 450 g. Les orelles són molt grosses i ovalades. Tenen el pelatge espès. El nom genèric Leporillus significa ‘llebreta’ en llatí.